# Nina de Callias
Anne-Marie Gaillard, Nina de Villard de Callias, Nina de Callias o Nina de Villard (12 de julio de 1843-22 de julio de 1884) fue una escritora, compositora, pianista y salonniere francesa.
Hija de un rico abogado de Lyon, casó en 1864 con el escritor y periodista Hector de Callias, activo en Le Figaro y uno de los mayores intelectuales del Salón de París. Fue durante una década (1867-1877) la amante de Charles Cros, a quien le inspiró su Coffret de santal, y ella regaló poemas al Parnasse contemporain (segunda colección, 1869-71) : La Jalousie du jeune Dieu y Tristan et Iseult y compuso obras para piano y voz.
Los invitados a su salón incluyeron ente otros a Hector Berlioz, Edgar Degas, Anatole France, Augusta Holmes, Stéphane Mallarmé, Manet, Arthur Rimbaud y Richard Wagner. Hacia 1869 acogía a jóvenes poetas en busca de nuevas formas de expresión, colectivamente conocidos como los parnasianos.
Los acontecimientos de 1870 la hicieron huir con su madre y se refugió en Ginebra, donde vivió tres años. Regresó a su vida parisiense, contribuyendo a la antología colectiva Dixains Réalistes, y entrando en los círculos artísticos disolutos conocidos como los Hidropatas, considerados un eslabón crucial en el desarrollo del simbolismo y murió en 1884 en una clínica de Vanves, ajada por «el alcohol de sus noches blancas». 
Se la recuerda sobre todo por ser la Dama de los abanicos de Édouard Manet.

## Obra
- La Duchesse Diane, sainete en verso, 1882

- Feuillets parisiens, poesías, 1885 en línea

- Poèmes parus dans Le Parnasse contemporain, 1869-71 :  La Jalousie du jeune Dieu et Tristan et Iseult en wikisource